# Davenham
Davenham è un villaggio rurale a circa 3 km a sud della città di Northwich, in Inghilterra.
È circondato dalle parrocchie civili di Northwich, Hartford, Rudheath, Byley, Bostock, Moulton e Winsford.
È situato nel centro del Cheshire, in una zona pianeggiante circondato da due fiumi.
Dal 1996 il paese comincia a svilupparsi, e fino al 2006 si ha un grande sviluppo degli alloggi, costruiti su terreni agricoli a nord-ovest del centro del paese.

## Curiosità
- Il suo nome significa villaggio sul fiume Dane
- La squadra di calcio del villaggio ha raggiunto la finale dell'edizione del 1887 della FA Cup gallese, perdendo però a Chirk.